# Bamdad Afshar

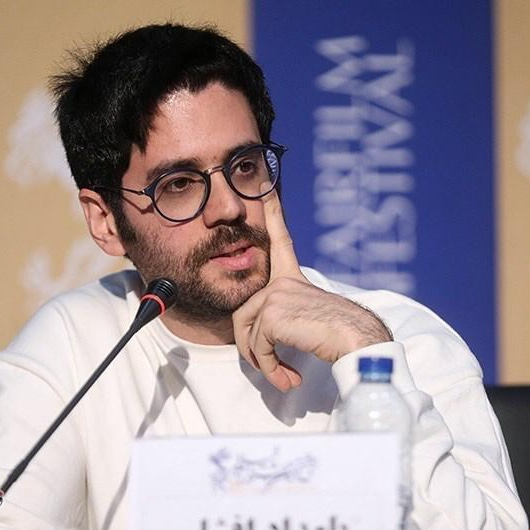
Bamdad Afshar 2020 bei einer Pressekonferenz

Bamdad Afshar (persisch بامداد افشار; * 3. Juni 1986) ist ein iranischer Komponist und Sound Designer. Er gewann den Simorgh Kristall für den Soundtrack des Films Skin beim 38. Internationales Fajr-Filmfestival.
Afshar ist seit 2015 als Komponist für Film und Fernsehen tätig, sein Schaffen umfasst mehr als zwei Dutzend Produktionen.